# Mesoleptus rufipes
Mesoleptus rufipes là một loài tò vò trong họ Ichneumonidae.